# Primordiale dwerggroei
Primordiale dwerggroei (PD) is een zeer zeldzame vorm van dwerggroei die wordt gekenmerkt door een kleine gestalte met overigens de juiste verhoudingen van ledematen in vergelijking met de rest van het lichaam, dit in tegenstelling tot achondroplasten bij wie de ledematen in verhouding qua grootte vaak afwijken van de romp en het hoofd.
De vijf subtypen van primordiale dwerggroei zijn de meest extreme vormen van de ongeveer 200 soorten dwerggroei. De medische wetenschap veronderstelt dat er in de hele wereldgeschiedenis waarschijnlijk maar 100 mensen hebben geleefd, lijdend aan primordiale dwerggroei. Al is dit aantal controversieel daar andere bronnen spreken over alleen al 100 primordiale dwergen in Noord-Amerika. Exacte cijfers zijn nochtans niet voorhanden. De algehele levensverwachting van mensen met PD is 30 jaar.

## Diagnose
Omdat primordiale dwerggroei een zeer zeldzame afwijking is, zijn foutieve diagnoses vrij gewoon. Omdat kinderen met PD niet groeien zoals andere kinderen, gaat men vaak in eerste instantie uit van slechte voeding, een metabolische of een digestieve afwijking. De correcte diagnose wordt vaak niet gesteld voordat het kind 5 jaar is geworden en het duidelijk is geworden dat het om een kind gaat met een ernstige vorm van dwerggroei.

## Behandeling
De oorzaak van primordiale dwerggroei is nog niet bekend en er is ook nog geen effectieve behandeling voor de afwijking. Het uitblijven van lichaamsgroei is in ieder geval niet te wijten aan een tekort aan groeihormoon, zoals bij hypopituitaire dwerggroei. Het toedienen van groeihormonen heeft derhalve weinig of geen effect op de groei van mensen die lijden aan PD.

## Typen
Er zijn veel subtypen van primordiale dwerggroei. Enkele van deze subtypen zijn:
1. Syndroom van Seckel
2. Majewski osteodysplastisch primordiale dwerggroei (MOPD) type I
3. Majewski osteodysplastisch primordiale dwerggroei (MOPD) type II
4. Majewski osteodysplastisch primordiale dwerggroei (MOPD) type III
5. Syndroom van Meier-Gorlin
6. Syndroom van Russell-Silver

## Wereldrecords
Volgende gegevens zijn of werden erkend door Guinness World Records:
- De kleinste volwassen man was tot zijn dood de Nepalees Chandra Bahadur Dangi (30 november 1939 - 4 september 2015). Hij mat 54,6 cm en werd in 2012 ontdekt door een houthandelaar die in zijn dorp kwam.
- De titel kleinste volwassen vrouw staat sinds 2011 op naam van de Indische Jyoti Amge uit Nagpur.
- De Amerikaanse Bridgette Jordan (69 cm) vormt samen met haar jongere broer Brad (98 cm) de kortste nog levende broer en zus ter wereld.